# Carl Starfelt
Carl Anders Theodor Starfelt (Stockholm, 1 juni 1995) is een Zweeds voetballer die doorgaans speelt als centrale verdediger. In augustus 2023 verruilde hij Celtic voor Celta de Vigo. Starfelt maakte in 2020 zijn debuut in het Zweeds voetbalelftal.

## Clubcarrière
Starfelt speelde speelde in de jeugd van IF Brommapojkarna. Hier speelde hij zijn eerste professionele wedstrijd op 30 maart 2014, toen in de Allsvenskan met 1–2 verloren werd van Kalmar FF. Namens die club scoorde Måns Söderqvist tweemaal, waarna Gabriel Petrović wat terugdeed. Starfelt moest als reservespeler aan het duel beginnen en hij mocht negentien minuten voor het einde van de wedstrijd invallen voor doelpuntenmaker Petrović. In zijn eerste twee seizoenen in het eerste elftal degradeerde Brommapojkarna tweemaal op rij, tot aan het derde niveau. Hier promoveerde de club weer, waarna het in de Superettan kampioen werd en terugkeerde op het hoogste niveau. Starfelt verliet de club na dit kampioenschap, want in januari 2018 verkaste hij transfervrij naar IFK Göteborg.
In juli 2019 werd de verdediger voor een bedrag van circa een miljoen euro overgenomen door Roebin Kazan, waar hij zijn handtekening zette onder een verbintenis voor de duur van vier seizoenen. Dit contract werd in februari 2021 opengebroken en met een jaar verlengd tot medio 2024. Deze verlengde verbintenis zou Starfelt niet uitzitten, aangezien hij in de zomer van 2021 voor vijf miljoen euro werd overgenomen door Celtic en hij voor vier jaar tekende in Schotland. Twee jaar later ging hij voor ongeveer hetzelfde bedrag naar Celta de Vigo, dat hem een contract voor vier jaar gaf.

## Clubstatistieken
| Seizoen | Club              | Competitie       | Competitie | Competitie | Beker | Beker | Internationaal | Internationaal | Totaal | Totaal |
| Seizoen | Club              | Competitie       | Wed.       | Dlp.       | Wed.  | Dlp.  | Wed.           | Dlp.           | Wed.   | Dlp.   |
| ------- | ----------------- | ---------------- | ---------- | ---------- | ----- | ----- | -------------- | -------------- | ------ | ------ |
| 2014    | IF Brommapojkarna | Allsvenskan      | 20         | 0          | 1     | 0     | 4              | 0              | 25     | 0      |
| 2015    | IF Brommapojkarna | Superettan       | 16         | 0          | 4     | 0     | —              | —              | 20     | 0      |
| 2016    | IF Brommapojkarna | Ettan            | 22         | 1          | 1     | 0     | —              | —              | 23     | 1      |
| 2017    | IF Brommapojkarna | Superettan       | 27         | 1          | 5     | 0     | —              | —              | 32     | 1      |
| 2018    | IFK Göteborg      | Allsvenskan      | 30         | 0          | 4     | 0     | —              | —              | 34     | 0      |
| 2019    | IFK Göteborg      | Allsvenskan      | 14         | 1          | 0     | 0     | —              | —              | 14     | 1      |
| 2019/20 | Roebin Kazan      | Premjer-Liga     | 10         | 0          | 1     | 0     | —              | —              | 11     | 0      |
| 2020/21 | Roebin Kazan      | Premjer-Liga     | 29         | 3          | 2     | 0     | —              | —              | 31     | 3      |
| 2021/22 | Celtic            | Premiership      | 34         | 0          | 6     | 0     | 9              | 0              | 49     | 0      |
| 2022/23 | Celtic            | Premiership      | 28         | 3          | 8     | 0     | 1              | 0              | 37     | 3      |
| 2023/24 | Celtic            | Premiership      | 1          | 0          | 0     | 0     | 0              | 0              | 1      | 0      |
| 2023/24 | Celta de Vigo     | Primera División | 27         | 1          | 3     | 0     | —              | —              | 30     | 1      |
| 2024/25 | Celta de Vigo     | Primera División | 17         | 1          | 0     | 0     | —              | —              | 17     | 1      |
| Totaal  | Totaal            | Totaal           | 275        | 11         | 36    | 0     | 14             | 0              | 325    | 11     |

Bijgewerkt op 25 december 2024.

## Interlandcarrière
Starfelt maakte zijn debuut in het Zweeds voetbalelftal op 8 oktober 2020, toen een vriendschappelijke wedstrijd gespeeld werd tegen Rusland. Namens Zweden kwamen Alexander Isak en Mattias Johansson tot scoren, waarna de Rus Aleksandr Sobolev nog wat terugdeed: 1–2. Starfelt mocht van bondscoach Janne Andersson in de basis beginnen en hij speelde het gehele duel mee.
| Interlands van Carl Starfelt voor Zweden | Interlands van Carl Starfelt voor Zweden | Interlands van Carl Starfelt voor Zweden | Interlands van Carl Starfelt voor Zweden | Interlands van Carl Starfelt voor Zweden | Interlands van Carl Starfelt voor Zweden |
| №                                        | Datum                                    | Wedstrijd                                | Uitslag                                  | Competitie                               | Goals                                    |
| Als speler bij Roebin Kazan              | Als speler bij Roebin Kazan              | Als speler bij Roebin Kazan              | Als speler bij Roebin Kazan              | Als speler bij Roebin Kazan              | Als speler bij Roebin Kazan              |
| ---------------------------------------- | ---------------------------------------- | ---------------------------------------- | ---------------------------------------- | ---------------------------------------- | ---------------------------------------- |
| 1                                        | 8 oktober 2020                           | Rusland – Zweden                         | 1 – 2                                    | Vriendschappelijk                        |                                          |
| 2                                        | 11 november 2020                         | Denemarken – Zweden                      | 2 – 0                                    | Vriendschappelijk                        |                                          |
| 3                                        | 31 maart 2021                            | Zweden – Estland                         | 1 – 0                                    | Vriendschappelijk                        |                                          |
| Als speler bij Celtic                    |                                          |                                          |                                          |                                          |                                          |
| 4                                        | 5 september 2021                         | Zweden – Oezbekistan                     | 2 – 1                                    | Vriendschappelijk                        |                                          |
| 5                                        | 2 juni 2022                              | Slovenië – Zweden                        | 0 – 2                                    | Nations League 2022/23                   |                                          |
| 6                                        | 16 juni 2023                             | Zweden – Nieuw-Zeeland                   | 4 – 1                                    | Vriendschappelijk                        |                                          |
| Als speler bij Celta de Vigo             |                                          |                                          |                                          |                                          |                                          |
| 7                                        | 9 september 2023                         | Estland – Zweden                         | 0 – 5                                    | EK 2024 kwalificatie                     |                                          |
| 8                                        | 25 maart 2024                            | Zweden – Albanië                         | 1 – 0                                    | Vriendschappelijk                        |                                          |
| 9                                        | 5 juni 2024                              | Denemarken – Zweden                      | 2 – 1                                    | Vriendschappelijk                        |                                          |
| 10                                       | 8 juni 2024                              | Zweden – Servië                          | 0 – 3                                    | Vriendschappelijk                        |                                          |
| 11                                       | 5 september 2024                         | Azerbeidzjan – Zweden                    | 1 – 3                                    | Nations League 2024/25                   |                                          |
| 12                                       | 16 november 2024                         | Zweden – Slowakije                       | 2 – 1                                    | Nations League 2024/25                   |                                          |
| 13                                       | 19 november 2024                         | Zweden – Azerbeidzjan                    | 6 – 0                                    | Nations League 2024/25                   |                                          |

Bijgewerkt op 25 december 2024.

## Erelijst
| Competitie        |                   |                   |                   |                   |
| Competitie        | Aantal            | Jaren             |                   |                   |
| IF Brommapojkarna | IF Brommapojkarna | IF Brommapojkarna | IF Brommapojkarna | IF Brommapojkarna |
| ----------------- | ----------------- | ----------------- | ----------------- | ----------------- |
| Superettan        | 1                 | 2017              |                   |                   |
| Celtic            |                   |                   |                   |                   |
| Premiership       | 2                 | 2021/22, 2022/23  |                   |                   |
| Scottish Cup      | 1                 | 2022/23           |                   |                   |
| League Cup        | 2                 | 2021/22, 2022/23  |                   |                   |